# Kosta Chetagoerov

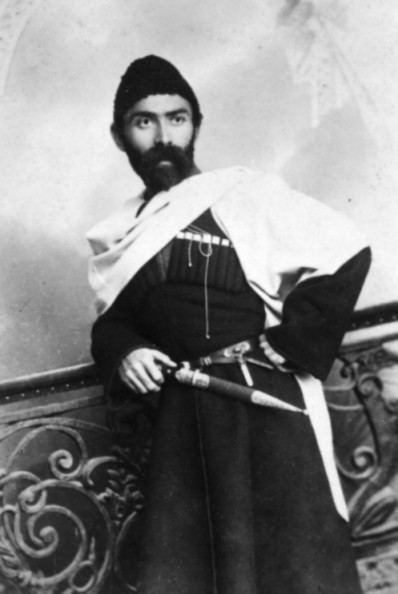
Kosta Chetagoerov

Kosta Levanovitsj Chetagoerov (Ossetisch: Хетæгкаты Леуаны фырт Къоста / Xetægkaty Leuany fyrt Khosta, [χetəgkatɨ lewanɨ fɨrt kʼosta], Russisch: Константин (Коста́) Лева́нович Хетагу́ров), voornaam soms voluit Konstatin, (Nar, 15 oktober 1859 - Georgievsko-Ossetinskoje (vandaag Kosta-Chetagurowo Karatsjaj-Tsjerkessië), 19 maart 1906) was een Ossetisch dichter en geldt als grondlegger van de moderne Ossetische literatuur. Chetagoerov schreef zowel in het Ossetisch als in het Russisch. Zijn gedichten vonden ingang in de tradities van de Osseten en werden mondeling doorgegeven. Kosta Chetagoerov was tijdens zijn leven ook actief als publicist voor uiteenlopende tijdschriften in de hele noordelijke Kaukasus.
Chetagoerov werd geboren in de oblast Tersk. In 1871 ging hij naar het gymnasium in Stavropol. Later, in 1881, legde hij het toelatingsexamen aan de kunstacademie in Sint-Petersburg af. In 1885 liet hij zijn eerste dichtwerken (in het Ossetisch) verschijnen.

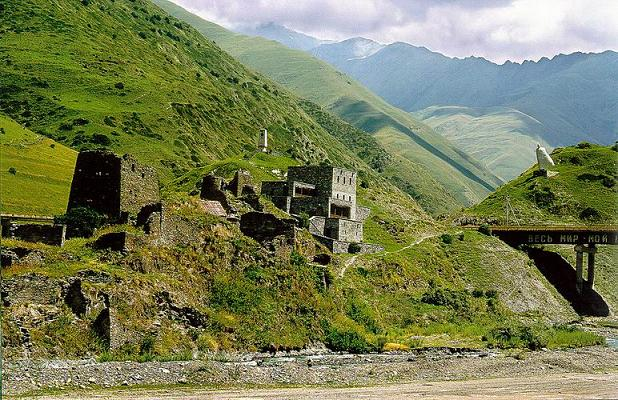
geboortehuis van Kosta Chetagoerov in Nar

## Werk
In 1899 gaf Chetagoerov zijn verzamelwerk «Ирон фæндыр» ("Ossetische lyriek") uit, waarin onder meer de eerste kindergedichten in de Ossetische taal waren verschenen. In 1894 verscheen het boek «Особа́» (De persoon), dat van blijvende waarde is voor de geschiedenis en volkskunde van de Osseten. 